# Jan Sochacz
Jan Sochacz (stracony 12 czerwca 1941 roku w Palmirach) – kierownik grupy bojowej Komendy Obrońców Polski.